# Badajoz (Gerichtsbezirk)
Der Gerichtsbezirk Badajoz ist einer der 14 Gerichtsbezirke in der Provinz Badajoz.
Der Bezirk umfasst 10 Gemeinden auf einer Fläche von 2.785,68 km² mit dem Hauptquartier in Badajoz.

## Gemeinden
| Gemeinde                 | Einwohner (2024) | Fläche km² | Dichte Einw./km² | Cod INE | Postleitzahl |
| ------------------------ | ---------------- | ---------- | ---------------- | ------- | ------------ |
| La Albuera               | 1.992            | 26,37      | 76               | 06005   | 06170        |
| Alburquerque             | 4.998            | 723,23     | 7                | 06006   | 06510        |
| Badajoz                  | 150.570          | 1.440,63   | 105              | 06015   | 06001–06012  |
| La Codosera              | 2.025            | 69,63      | 29               | 06037   | 06518        |
| Guadiana                 | 2.437            | 29,80      | 82               | 06903   | 06186        |
| Pueblonuevo del Guadiana | 1.953            | 28,55      | 68               | 06902   | 06184        |
| San Vicente de Alcántara | 5.204            | 275,31     | 19               | 06123   | 06500        |
| Talavera la Real         | 5.298            | 61,50      | 86               | 06128   | 06140        |
| Valdelacalzada           | 2.755            | 31,79      | 87               | 06901   | 06185        |
| Villar del Rey           | 2.080            | 98,87      | 21               | 06155   | 06192        |
| Gerichtsbezirk Badajoz   | 179.312          | 2.785,68   | 64               | –       | –            |